# Dar cera, pulir 0
Dar cera, pulir #0 es un programa de humor presentado por Patricia Conde y Ángel Martín. Se estrenó en #0 de Movistar+ el 4 de junio de 2019, y finalizó el 23 de noviembre de 2020. Este programa podría decirse que es una continuación del programa Sé lo que hicisteis...

## Formato
Es un programa donde Patricia Conde y Ángel Martín desde el sótano de #0 repasan con humor los mejores momentos de la cadena, además de sketches con invitados. El título del programa se basa en la famosa frase del Señor Miyagi de la película Karate Kid de 1984, "dar cera, pulir cera". 

## Equipo del programa

### Presentadores
- Patricia Conde (2019-2020)
- Ángel Martín (2019-2020)
- Terelu Campos (2020)

### Colaboradores
- José Lozano Rey (2019-2020)
- Francisco Javier Pastor (08/03/2020)

## Temporadas y programas
| Temporada | Temporada | Programas | Estreno                  | Final                   | Audiencias |
| --------- | --------- | --------- | ------------------------ | ----------------------- | ---------- |
|           | 1         | 5         | 4 de junio de 2019       | 2 de julio de 2019      |            |
|           | 2         | 39        | 6 de octubre de 2019     | 19 de julio de 2020     |            |
|           | 3         | 10        | 14 de septiembre de 2020 | 23 de noviembre de 2020 |            |
| Total     | Total     |           | 2019                     | 2020                    |            |

## Invitados

### Primera temporada
| Programa | Programa | Fecha               | Invitado                                                                                            | Audiencia |
| -------- | -------- | ------------------- | --------------------------------------------------------------------------------------------------- | --------- |
| 1        | 1        | 4 de junio de 2019  | Mario Casas y Carlos Bardem                                                                         |           |
| 2        | 2        | 11 de junio de 2019 | Pepe Colubi y Paula Vázquez                                                                         |           |
| 3        | 3        | 18 de junio de 2019 | Mercedes Milá, Jorge Ponce, Luis Zahera, Javier Antón, Mariam Hernández, María Guerra y Pepa Blanes |           |
| 4        | 4        | 25 de junio de 2019 | Eduardo Antuña, Antoni Daimiel, David Otero y J. J. Vaquero                                         |           |
| 5        | 5        | 2 de julio de 2019  | María Adánez, Raúl Gómez, Thais Villas y Fernando Albizu                                            |           |

### Segunda temporada
| Programa | Programa | Fecha                   | Invitado | Audiencia |
| -------- | -------- | ----------------------- | --- | --------- |
| 6        | 1        | 6 de octubre de 2019    | Cristina Medina, Jesús Vidal, Andreu Buenafuente y Susi Caramelo |           |
| 7        | 2        | 13 de octubre de 2019   | Gorka Otxoa, Marcos Martínez "Grison" y Javier Cansado |           |
| 8        | 3        | 20 de octubre de 2019   | Leticia Dolera, Belinda Washington, Guille Giménez y Arturo Paniagua |           |
| 9        | 4        | 27 de octubre de 2019   | Jimmy Castro, Quequé, Elena Furiase, Quique Peinado y Manuel Burque |           |
| 10       | 5        | 3 de noviembre de 2019  | Antonio de la Torre, Valeria Ros y Goyo Jiménez |           |
| 11       | 6        | 10 de noviembre de 2019 | Raúl Cimas, Roberto Enríquez y Miki Nadal |           |
| 12       | 7        | 17 de noviembre de 2019 | Adrián Lastra, Susi Caramelo y Javier Coronas |           |
| 13       | 8        | 24 de noviembre de 2019 | María Castro, Miguel Maldonado, Joaquín Reyes y Juan Carlos Librado "Nene" |           |
| 14       | 9        | 1 de diciembre de 2019  | Michelle Jenner, Eva Soriano, Susana Guasch, María Guerra y Pepa Blanes |           |
| 15       | 10       | 8 de diciembre de 2019  | Sara Escudero, Berta Collado, David Fernández y Luis Piedrahíta |           |
| 16       | 11       | 15 de diciembre de 2019 | Ricardo Castella, María Pujalte y Facu Díaz |           |
| 17       | 12       | 22 de diciembre de 2019 | Marta Hazas, José Luis Gil y Facu Díaz |           |
| 18       | 13       | 29 de diciembre de 2019 | Raúl Pérez, Alberto Casado, J. J. Vaquero y Emilio Gavira |           |
| 19       | 14       | 12 de enero de 2020     | Silvia Alonso, Arturo Paniagua y Pablo Ibarburu |           |
| 20       | 15       | 19 de enero de 2020     | Quequé, Iñaki Cano y María Barranco |           |
| 21       | 16       | 26 de enero de 2020     | Dafne Fernández, Álex O'Dogherty, Nicole Wallace y Celia Monedero |           |
| 22       | 17       | 2 de febrero de 2020    | Soy una Pringada, Ignatius Farray y Agustín Jiménez |           |
| 23       | 18       | 9 de febrero de 2020    | Carlos Areces, Ingrid García Jonsson y Cristina Teva |           |
| 24       | 19       | 16 de febrero de 2020   | Amaia Salamanca, Alex García, Jaime Caravaca y Rubén Jiménez |           |
| 25       | 20       | 23 de febrero de 2020   | Fele Martínez, Malena Alterio y Vito Sanz |           |
| 26       | 21       | 1 de marzo de 2020      | Raúl Arévalo, Pepín Tre y Esteban Navarro (Venga Monjas) |           |
| 27       | 22       | 8 de marzo de 2020      | Edu Soto, Raúl Pérez y Óscar Higares |           |
| 28       | 23       | 22 de marzo de 2020     | Julián López, Julián Villagrán y David Broncano |           |
| 29       | 24       | 29 de marzo de 2020     | Juanma Castaño y Jesús Cabrero |           |
| 30       | 25       | 5 de abril de 2020      | Nacho Vigalondo y Javier Cansado |           |
| 31       | 26       | 19 de abril de 2020     | Mercedes Milá, Javier Antón y Raúl Gómez |           |
| 32       | 27       | 26 de abril de 2020     | Berto Romero, Pepe Colubi y Raúl Cimas |           |
| 33       | 28       | 3 de mayo de 2020       | Carlos Bardem, Guillermo Fesser y Javier Antón |           |
| 34       | 29       | 10 de mayo de 2020      | Susi Caramelo y Alberto Casado |           |
| 35       | 30       | 17 de mayo de 2020      | Maxi Iglesias y Raúl Fernández |           |
| 36       | 31       | 24 de mayo de 2020      | Susi Caramelo, Javier Antón y Arturo Paniagua |           |
| 37       | 32       | 31 de mayo de 2020      | Miguel Maldonado |           |
| 38       | 33       | 7 de junio de 2020      | Raúl Fernández, Javier Antón y Javier Coronas |           |
| 39       | 34       | 14 de junio de 2020     | Susi Caramelo |           |
| 40       | 35       | 21 de junio de 2020     | Berto Romero y Quique Peinado |           |
| 41       | 36       | 28 de junio de 2020     | Susi Caramelo, Susana Guasch y Cristina Pedroche |           |
| 42       | 37       | 5 de julio de 2020      | Blanca Suárez |           |
| 43       | 38       | 12 de julio de 2020     | Adriana Torrebejano |           |
| 44       | 39       | 19 de julio de 2020     | Especial fin de temporada "Dar cera, recibir cera": Iñaki Gabilondo, Javier Sierra, María Teresa Campos, Susi Caramelo, David Broncano, Javier Antón, Mercedes Milá y Raúl Gómez |           |

### Tercera temporada
| Programa | Programa | Fecha                    | Invitado                                                           | Audiencia |
| -------- | -------- | ------------------------ | ------------------------------------------------------------------ | --------- |
| 45       | 1        | 14 de septiembre de 2020 | Terelu Campos, Andreu Buenafuente, Guille Giménez y Celia Monedero |           |
| 46       | 2        | 21 de septiembre de 2020 | Quequé y Pablo Chiapella                                           |           |
| 47       | 3        | 28 de septiembre de 2020 | Quique Peinado y Manuel Burque                                     |           |
| 47       | 4        | 5 de octubre de 2020     | Emilio Gavira y Toñi Moreno                                        |           |
| 48       | 5        | 12 de octubre de 2020    | Rappel y Mercedes Milá                                             |           |
| 49       | 6        | 19 de octubre de 2020    | Mario Casas, Antonio Lobato y Javier Cansado                       |           |
| 50       | 7        | 26 de octubre de 2020    | Javier Antón, Berto Romero y Mamen Mendizábal                      |           |
| 51       | 8        | 2 de noviembre de 2020   | Carlos Lozano                                                      |           |
| 52       | 9        | 9 de noviembre de 2020   | Iñaki Urrutia y Tomás Roncero                                      |           |
| 53       | 10       | 16 de noviembre de 2020  | Dani Martín y Joaquín Reyes                                        |           |
| 54       | 11       | 23 de noviembre de 2020  | Boris Izaguirre                                                    |           |

## Parodias

### Series TV
- Antidisturbios
- Arde Madrid
- Breaking Bad
- Dexter
- El embarcadero
- El Ministerio del Tiempo
- El Palmar de Troya
- Élite
- Gigantes
- Hierro
- Instinto
- Juego de tronos
- La casa de las flores
- La casa de papel
- La peste
- La unidad
- Las chicas del cable
- Mad Men
- Merlí: Sapere aude
- Narcos: México
- Paquita Salas
- Ray Donovan
- Rick y Morty
- Skam España
- Stranger Things
- The Mandalorian
- The Walking Dead
- Vergüenza
- Vis a vis

### Programas TV
- El cielo puede esperar
- Fama ¡a bailar!
- Hey Joe
- La resistencia
- La Script en Movistar+
- Late Motiv
- Otros mundos
- Radio Gaga
- Superhumanos

### Películas
- ¡Qué bello es vivir!
- Drácula de Bram Stoker
- Power Rangers
- Regreso al futuro
- X-Men